# Margaretha de Luxembourg
La princesse Margaretha de Luxembourg, née le 15 mai 1957 à Betzdorf, est la fille cadette du grand-duc Jean de Luxembourg et de la grande-duchesse, née princesse Joséphine-Charlotte de Belgique.
La princesse Margaretha est la nièce des rois Baudouin et Albert II de Belgique. Elle a par ailleurs trois frères et une sœur, le grand-duc Henri de Luxembourg, le prince Jean de Luxembourg, le prince Guillaume de Luxembourg et la princesse Marie-Astrid de Luxembourg, archiduchesse d'Autriche.

## Mariage et descendance
Le 20 mars 1982, la princesse Margaretha épouse à la cathédrale Notre-Dame de Luxembourg le prince Nikolaus de Liechtenstein (né en 1947), troisième fils du prince souverain de Liechtenstein, Franz-Joseph II.
Ils ont quatre enfants portant le titre de prince ou de princesse de Liechtenstein :
- Leopold-Emanuel Jean Marie de Liechtenstein (Bruxelles, 20 mai 1984 – Bruxelles, 22 mai 1984).
- Maria-Annunciata Astrid Joséphine Veronica de Liechtenstein (née à Uccle, le 12 mai 1985). Elle épouse Emanuele Musini (né à Camden, Londres, en 1979), lors d'une cérémonie civile le 26 juin 2021 à Gubbio. La cérémonie religieuse a eu lieu le 4 septembre 2021 à la basilique Notre-Dame-des-Écossais à Vienne[2].
- Marie-Astrid Nora Margarita Veronica de Liechtenstein (née à Uccle, le 26 juin 1987), épouse religieusement le 25 septembre 2021 Raphael Worthington (né le 5 avril 1985) dans la cathédrale de Santa Maria Assunta à Orbetello. Le couple a une fille : Althea Georgina (née le 1er juillet 2022).
- Josef-Emanuel Léopold Marie de Liechtenstein (né à Uccle, le 7 mai 1989), épouse religieusement le 25 mars 2022 María Claudia Echavarría Suárez (née en juillet 1988) dans l'Église de Saint Pierre Claver à Carthagène des Indes (en Colombie)[3], dont deux fils : Leo né en 2023 et Nikolai né en 2025[4].

Margaretha de Luxembourg vit actuellement au Liechtenstein. Elle était très proche de sa tante, l'ancienne reine des Belges, Fabiola de Mora y Aragón.